# Plega variegata
Plega variegata is een insect uit de familie van de Mantispidae, die tot de orde netvleugeligen (Neuroptera) behoort. 
Plega variegata is voor het eerst wetenschappelijk beschreven door Navás in 1928.